# Trimble (Ohio)
Trimble – wieś w Stanach Zjednoczonych, w stanie Ohio, w hrabstwie Athens.